# بين ليون
بين ليون (بالإنجليزية: Ben Lyon)‏ هو منتج أفلام وممثل أمريكي، ولد في 6 فبراير 1901 في الولايات المتحدة، وتوفي بنفس المكان في 22 مارس 1979 بسبب نوبة قلبية. بدأ مشواره المهني سنة 1918.

## أعمال

### أفلام
- (1926) الخدعة الكبرى
- (1931) ممرضة ليلية

## وصلات خارجية
- بين ليون على موقع IMDb (الإنجليزية)
- بين ليون على موقع ألو سيني (الفرنسية)
- بين ليون على موقع ميوزك برينز (الإنجليزية)
- بين ليون على موقع أول موفي (الإنجليزية)
- بين ليون على موقع قاعدة بيانات برودواي على الإنترنت (الإنجليزية)
- بين ليون على موقع قاعدة بيانات الأفلام السويدية (السويدية)
- بين ليون على موقع قاعدة بيانات الفيلم (الإنجليزية)
- بين ليون على موقع كينوبويسك (الروسية)